# Дофтана
Дофтана (рум. Doftana) — село у повіті Прахова в Румунії. Входить до складу комуни Телега.
Село розташоване на відстані 82 км на північ від Бухареста, 29 км на північний захід від Плоєшті, 58 км на південь від Брашова.

## Населення
За даними перепису населення 2002 року у селі проживали 542 особи, усі — румуни. Усі жителі села рідною мовою назвали румунську.